# Cycloramphidae
Los ciclorránfidos (Cycloramphidae) son un clado de anfibios anuros endémicos de Sudamérica, distribuyéndose desde el noroeste hasta el sudeste de Brasil. Cycloramphidae contiene 3 géneros, muchos de los cuales estuvieron en un principio asignados al grupo Leptodactylidae.

## Géneros
Se reconocen las siguientes según Amphibian Species of the World:
- Cycloramphus Tschudi, 1838 (28 sp.) (tipo)
- Thoropa Cope, 1865 (6 sp.)
- Zachaenus Cope, 1866 (2 sp.)

## Páginas externas
- Wikispecies tiene un artículo sobre Cycloramphidae.
- Wikimedia Commons alberga una categoría multimedia sobre Cycloramphidae.
- Descripción de la familia en AmphibianWeb

- Datos: Q55464
- Multimedia: Cycloramphidae / Q55464
- Especies: Cycloramphinae